# Nghĩa trang Do Thái, Warszawa
Nghĩa trang Do Thái Warsaw là một trong những nghĩa trang Do Thái lớn nhất ở châu Âu và trên thế giới. Nằm trên đường Okopowa của Warsaw và tiếp giáp Nghĩa trang Christian Powązki, nghĩa trang Do Thái này được thành lập năm 1806 và rộng 33 ha (83 mẫu Anh). Nghĩa trang chứa hơn 250.000 ngôi mộ được đánh dấu, cũng như những ngôi mộ tập thể của nạn nhân khu tập trung Warsaw. Mặc dù nghĩa trang đã bị đóng cửa trong Thế chiến II, sau chiến tranh, nó đã được mở cửa trở lại và một phần nhỏ vẫn còn hoạt động, phục vụ dân số Do Thái hiện tại của Warsaw.
Vì nghĩa trang này được thành lập để thay thế nhiều nghĩa trang nhỏ hơn gần trung tâm thành phố, nó được thiết kế để phục vụ tất cả các cộng đồng Do Thái ở Warsaw. Do đó, nó được chia thành một số quận được mệnh danh là khu phố (kwatery), trong lịch sử, từng khu là dành cho các nhóm khác nhau. Trong số đó có ba khu dành cho Chính thống giáo (dành cho nam, nữ và một cho thánh thư), Cải cách Do thái giáo, trẻ em, quân đội và các nạn nhân khởi nghĩa Warsaw Ghetto.

## Những ngôi mộ đáng chú ý

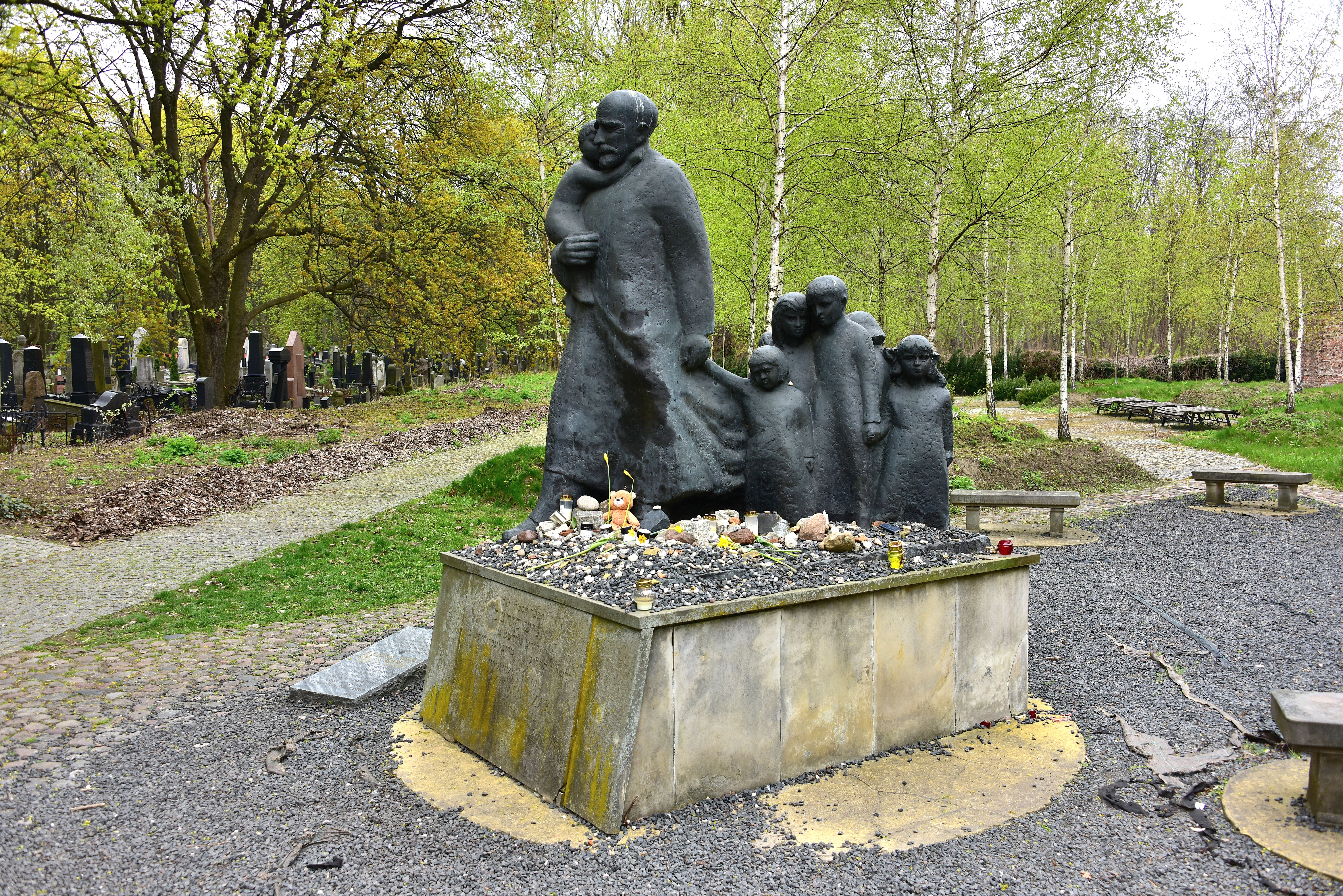
Một tượng đài (Cenotaph) dành riêng cho Janusz Korczak

- Solomon Anski, nhà văn (Solomon Zangwill Rappaport), tác giả của " The Dybbuk "
- Szymon Askenazy, nhà khảo cổ học
- Meir Balaban
- Naftali Zvi Yehuda Berlin, Rosh yeshiva của Volozhin Yeshiva và tác giả của một số tác phẩm lớn của Do Thái
- Mathias Bersohn, nhà từ thiện
- Adam Czerniakow, người đứng đầu Judenrat tại Warsaw Ghetto
- Szymon Datner, nhà sử học
- Jacob Dinezon (1852 Từ1919), nhà văn
- Marek Edelman
- Maksymilian Fajans, nghệ sĩ, họa sĩ và nhiếp ảnh gia
- Maurycy Fajans, người sáng lập dòng tàu hơi nước đầu tiên trên Vistula
- Alexander Flamberg, bậc thầy cờ vua
- Edward Flatau, nhà thần kinh học
- Uri Nissan Gnessin, nhà văn
- Samuel Goldflam, nhà thần kinh học
- Ester Rachel Kamińska (1870 Từ1925), "mẹ của nhà hát Yiddish", mẹ của Ida Kamińska
- Michał Klepfisz
- Janusz Korczak
- Izaak Kramsztyk, giáo sĩ và luật sư
- Aleksander Lesser, họa sĩ và nhà phê bình nghệ thuật
- Szlomo Zalman Lipszyc, Giáo sĩ trưởng đầu tiên của Warsaw
- Dow Ber Meisels, giáo sĩ của Krakow và Warsaw
- Samuel Orgelbrand, nhà xuất bản của bách khoa toàn thư
- Isaac Loeb Peretz (1852 -1915) một trong những nhà văn ngôn ngữ Yiddish quan trọng nhất của thế kỷ 19-20
- Samuel Abraham Poznański
- Józef Różański, nhà hoạt động cộng sản
- Józef Sandel, nhà sử học nghệ thuật và nhà phê bình
- Hayyim Selig Slonimski, nhà xuất bản tiếng Do Thái, nhà thiên văn học, nhà phát minh và tác giả khoa học
- Chaim Soloveitchik, người sáng lập triều đại Brisk rabbinic & "phương pháp brisker" của nghiên cứu Talmudic
- Julian Stryjkowski, (sinh ra là Pesach Stark) 1905-1996, nhà văn, tác giả của "Austeria" "Những tiếng nói trong bóng tối"
- Hipolit Wawelberg, người sáng lập Đại học Kỹ thuật Warsaw,
- Szymon Winawer, người chơi cờ
- Lucjan Wolanowski
- Ludwik Zamenhof, bác sĩ và nhà phát minh Esperanto.